# Доманский, Станислав
Станислав Доманский (пол. Stanisław Domański; 1916 — 1993) — польский миколог и фитопатолог.

## Краткая биография
Станислав Доманский родился 8 мая 1916 года. Учился в Познанском университете, в 1951 году получил степень доктора наук, а в 1967 году — профессора. Доманьский был членом Польской академии наук.
Доманский умер 22 ноября 1993 года в возрасте 77 лет.
Доманский издал более 90 научных публикаций, в том числе посвящённых базидиомицетовым грибам, вызывающим различные болезни деревьев. Под его руководством была издана книга Mała flora grzybów. Станислав Доманьский был одним из редакторов журнала Acta Mycologica.